# UFC Fight Night: Jacare vs. Mousasi
UFC Fight Night: Jacare vs. Mousasi（ユーエフシー・ファイトナイト：ジャカレイ・バーサス・ムサシ、別名UFC Fight Night 50）は、アメリカ合衆国の総合格闘技団体「UFC」の大会の一つ。2014年9月5日、コネチカット州レッドヤードのフォックスウッズ・リゾート・カジノで開催された。

## 大会概要
本大会ではホナウド・ジャカレイとゲガール・ムサシによるミドル級ワンマッチが組まれた。

### カード変更
負傷などによるカードの変更は以下の通り。
- アンドレ・フィリ → チャス・スケリー（第1試合）

- ダスティン・キムラ → 松田干城（第2試合）

- ダスティン・キムラ vs. イアン・エントウィッスル → エントウィッスルの負傷により中止

- クリス・ビール vs. ロブ・フォント → フォントの負傷により中止

## 試合結果

### プレリミナリーカード
第1試合 フェザー級ワンマッチ 5分3R
○  チャス・スケリー vs.  ショーン・ソリアーノ ×
3R終了 判定3-0（30-27、30-27、30-27）
第2試合 バンタム級ワンマッチ 5分3R
○  クリス・ビール vs.  松田干城 ×
3R終了 判定3-0（29-28、29-28、30-27）
第3試合 ミドル級ワンマッチ 5分3R
○  ハファエル・ナタル vs.  クリス・カモージー ×
3R終了 判定2-1（29-28、28-29、29-28）
第4試合 ライト級ワンマッチ 5分3R
○  アル・アイアキンタ vs.  ホドリゴ・ダム ×
3R 2:41 TKO（肘打ち）
第5試合 フライ級ワンマッチ 5分3R
○  ジョン・モラガ vs.  ジャスティン・スコッギンズ ×
2R 0:47 ギロチンチョーク

### メインカード
第6試合 68kg契約ワンマッチ 5分3R
－  ニック・レンツ vs.  チャールズ・オリベイラ －
オリベイラの体調不良により中止
※オリベイラの体重超過によりフェザー級から変更。
第7試合 ライト級ワンマッチ 5分3R
○  ジョー・ローゾン vs.  マイケル・キエーザ ×
2R 2:14 TKO（ドクターストップ）
第8試合 ヘビー級ワンマッチ 5分3R
○  マット・ミトリオン vs.  デリック・ルイス ×
1R 0:41 KO（右フック→パウンド）
第9試合 ヘビー級ワンマッチ 5分3R
○  ベン・ロズウェル vs.  アリスター・オーフレイム ×
1R 2:19 TKO（右フック→パウンド）
第10試合 ミドル級ワンマッチ 5分5R
○  ホナウド・ジャカレイ vs.  ゲガール・ムサシ ×
3R 4:30 ギロチンチョーク

### 各賞
ファイト・オブ・ザ・ナイト： ジョー・ローゾン vs. マイケル・キエーザ
パフォーマンス・オブ・ザ・ナイト： ベン・ロズウェル、ホナウド・ジャカレイ
各選手にはボーナスとして5万ドルが支給された。